# Дмитрий Кабалевски
Дмитрий Борисович Кабалевски (30 декември 1904, Санкт Петербург – 14 февруари, 1987, Москва) – руски композитор, диригент, пианист, публицист, общественик и педагог (професор).
Народен артист на СССР от 1963 г. Член на Академията на педагогическите науки на СССР (1971). Носител е на Ленинска награда (1972). Герой на социалистическия труд (1974). Трикратен носител на награда „Сталин“ – от 1946, 1949, 1951 г.

## Биография
Баща му е математик и служител на Главното управление по въпросите на местната икономика на Министерството на вътрешните работи, а дядо му е военен инженер. 
Учи в градско училище до 3-и клас и в 1-ва петроградска класическа гимназия. заедно с родителите си се премества в Москва през 1918 г.
Музикалното си образование получава в 3-то музикално училище и в музикалния колеж "Скрябин" (сега Академичен музикален колеж към Московската държавна консерватория "Чайковски"), който завършва през 1925 г. През 1930 г. завършва Московската консерватория по композиция при Николай Мясковски и пиано при Александър Голденвайзер.
През 1932 – 1980 г. преподава в Московската консерватория, където е професор от 1939 г.
От 1945 г. многократно е в чужбина: Австрия, Австралия, Англия, Белгия, България, Унгария, Канада, Китай, Мексико, Полша, Румъния, САЩ, Финландия, Франция, Германия, Чехословакия, Швеция, Швейцария, Япония.
1952 г. е секретар на Съюза на съветските композитори. 
1959 г. е почетен професор в Консерваторията в Мексико Сити. 
1961 г. е член на Борда на директорите и заместник-председател – Международно общество за музикално образование към ЮНЕСКО.
1962 г. е председател на Комисията по музика и естетическото възпитание на децата и младежта. 
1963 г. е обявен за народен артист на СССР. 
1965 г. участва в създаването на Магнитогорското музикално училище No 65.
1965 г. – доктор по изкуствата.
1970 г. – Член на Академията на изкуствата на ГДР. 
1971 г. – Член на Академията на педагогическите науки на СССР.
1972 г. става Президент на Международно общество за музикално образование към ЮНЕСКО за СССР.  
1974 г. – Герой на социалистическия труд.
В допълнение към най-важното хоби в живота си – музиката, обича шахмата и филателията, известно време дори работи в редакционната колегия на списание "Филателия на СССР".
Дмитрий Кабалевски умира в Москва на 14 февруари (новият паметник посочва дата на смъртта 16 февруари) 1987 г. Погребан е в Новодевическото гробище.

## Творчество
- „Кола Брюнон“ по „Майсторът от Кламси“ от Ромен Ролан – опера, 1938 г.
- „Семейството на Тарас“ – по „Непокорните“ от Борис Горбатов – опера, 1950 г.
- „Реквием“ по текст на Рождественски – 1963 г. и др.

## Семейство
- Баща му е Борис Клавдиевич Кабалевски (1877 – 1939), математик.
- Майка му е Надежда Александровна Кабалевская (по баща Новицкая) (1878 – 1958), домакиня.
- Дядо му е Клавдий Егорович Кабалевски (1844 – 1915), военен инженер.
- Първата му съпруга е Едварда Йосифовна Блуман (1911 – 1981), дъщеря на Р. Л. Блуман. Завършила е Институт за чужди езици, преподавала е английски език в Министерството на външната търговия на СССР. Преводачка на художествена литература от английски език. Най-известният ѝ превод е "Вино от глухарчета" от Рей Бредбъри, общо има над 30 превода на книги и разкази.
  - Негов син е Юрий Дмитриевич Кабалевски (1931 – 2016).[5]
- Втората му съпруга е Лариса Павловна Чегодаева (1911 – 1988).[6]
  - Дъщеря му е Мария Дмитриевна Кабалевская, директорка на Музикалния културно-образователен център „Д. Б. Кабалевски“.[7]

Първият път се жени доста рано, бракът е краткотраен. С втората си съпруга Лариса Павловна, която става негова приятелка, асистентка, живее през целия си следващ живот.

## Памет
- В град Чайковски, Пермски край, улица "Портовая" е преименувана на улица "Кабалевски" през 1988 година.
- В Москва на сградата на бившето училище № 209, където композиторът работи като учител по музика през 1973 – 1981 г., е поставена паметна плоча.
- От 1962 г. се провежда Международният конкурс за млади музиканти „Д. Б. Кабалевски“.
- През 1995 г. в Държавното образователно учреждение на Москва Образователен център No 1601 "Герой на Съветския съюз Е. К. Лютиков" е открит мемориален музей на Д. Б. Кабалевски. През 2005 г. на сградата е поставена паметна плоча на композитора.
- От 1995 г. Детското музикално училище № 20 на Тверски район на Москва носи името на композитора.
- В Самара от 1997 г. музикалното училище № 10 носи името на композитора.
- От 2005 г. детско художествено училище във Ватутинки е наречено на композитора.
- През 2016 г. улица в московското селище Десьоновское получава името на композитора.